# Мањо (Бреша)
Мањо је насеље у Италији у округу Бреша, региону Ломбардија.
Према процени из 2011. у насељу је живело 1518 становника. Насеље се налази на надморској висини од 528 м.